# Wildschönauer Tal
Het Wildschönauer Tal is een dal in de Oostenrijkse deelstaat Tirol. Het gehele dal is gelegen binnen de gemeentegrenzen van Wildschönau, de plaats waarnaar het dal vernoemd is. 
Het 24 kilometer lange dal ligt in de Kitzbüheler Alpen en wordt onder andere doorstroomd door de Wildschönauer Ache. In het Wildschönauer Tal liggen van zuid naar noord de plaatsen Thierbach, Auffach, Mühltal, Oberau en Niederau. Waar de Wildschönauer Ache via de Kundler Klamm bij Kundl in de Inn uitmondt, verloopt het Wildschönauer Tal in noordoostelijke richting. Ook dit gedeelte van het dal is uitgeslepen door de Wildschönauer Ache; de rivier heeft echter in de loop der jaren een andere uitweg naar de Inn gevonden en stroomt niet langer door het gehele Wildschönauer Tal om bij Wörgl in de Inn uit te monden.